# Tetragnatha kiwuana
Tetragnatha kiwuana là một loài nhện trong họ Tetragnathidae.
Loài này thuộc chi Tetragnatha. Tetragnatha kiwuana được Embrik Strand miêu tả năm 1913.